# Seznam židovských památek v Olomouckém kraji
Toto je seznam židovských památek v Olomouckém kraji aktuální k roku 2011, ve kterém jsou uvedeny židovské památky v oblasti Olomouckého kraje.
| Název                                       | Obrázek              | Místo                                                | Okres     | Druh             | Galerie Commons                                                           | Popis památky a přístup |
| ------------------------------------------- | -------------------- | ---------------------------------------------------- | --------- | ---------------- | ------------------------------------------------------------------------- | --- |
| Synagoga v Hranicích                        | Synagoga             | Hranice (49°32′56″ s. š., 17°44′3″ v. d.)            | Přerov    | Synagoga         | Kategorie „Synagogue in Hranice (Přerov District)“ na Wikimedia Commons   | Synagoga při severozápadním konci Masarykova náměstí, mezi Janáčkovou ulicí a městskými hradbami, slouží jako městské muzeum. (1F) |
| Židovský hřbitov v Hranicích                | ŽH                   | Hranice (49°33′6″ s. š., 17°44′11″ v. d.)            | Přerov    | Židovský hřbitov | Kategorie „Jewish cemetery in Hranice“ na Wikimedia Commons               | Židovský hřbitov ve Zborovské ulici, asi 200 m severovýchodně od zámku |
| Synagoga v Kojetíně                         | Synagoga             | Kojetín (49°21′12″ s. š., 17°18′4″ v. d.)            | Přerov    | Synagoga         | Kategorie „Former synagogue in Kojetín“ na Wikimedia Commons              | Synagoga při nároží Olomoucké a Husovy ulice, asi 100 m severně od Masarykova náměstí; využívána jako sbor Církve čs. husitské |
| Židovský hřbitov v Kojetíně                 | ŽH                   | Kojetín (49°21′33″ s. š., 17°17′50″ v. d.)           | Přerov    | Židovský hřbitov |                                                                           | Židovský hřbitov při Olomoucké ulici směrem na Uhřičice, asi 800 m severozápadně od Masarykova náměstí |
| Synagoga v Lipníku nad Bečvou               | Synagoga             | Lipník nad Bečvou (49°31′32″ s. š., 17°35′5″ v. d.)  | Přerov    | Synagoga         | Kategorie „Former synagogue (Lipník nad Bečvou)“ na Wikimedia Commons     | Synagoga v Pernštejnské ulici, při křížení s ulicí Novosady, asi 160 m jihozápadně od nám. TGM. Od 50. let slouží jako sbor Církve čs. husitské a Českobratrské církev evangelické. Jedna z nejcennějších synagogálních staveb ve střední Evropě, druhá nejstarší dochovaná synagoga v České republice a nejstarší na Moravě. |
| Nový židovský hřbitov v Lipníku nad Bečvou  |                      | Lipník nad Bečvou (49°31′28″ s. š., 17°35′21″ v. d.) | Přerov    | Židovský hřbitov |                                                                           | Židovský hřbitov v Zahradní ulici, asi 250 m jihovýchodně od náměstí T. G. Masaryka. Sousedí se starým židovským hřbitovem. |
| Starý židovský hřbitov v Lipníku nad Bečvou | ŽH                   | Lipník nad Bečvou (49°31′29″ s. š., 17°35′18″ v. d.) | Přerov    | Židovský hřbitov | Kategorie „Old jewish cemetery in Lipník nad Bečvou“ na Wikimedia Commons | Židovský hřbitov mezi ulicemi J. V. Sládka a Zahradní, asi 200 m jižně od náměstí T. G. Masaryka. Sousedí s novým židovským hřbitovem. |
| Synagoga v Lošticích                        | Synagoga v Lošticích | Loštice (49°44′39″ s. š., 16°55′30″ v. d.)           | Šumperk   | Synagoga         | Kategorie „Synagogue in Loštice“ na Wikimedia Commons                     | Synagoga ve Ztracené ulici č.p. 619, necelých 200 m jihozápadně od náměstí Míru. Je v majetku města Loštice, slouží jako městské muzeum i jako základní umělecká škola. |
| Židovský hřbitov v Lošticích                | ŽH Loštice           | Loštice (49°44′21″ s. š., 16°56′21″ v. d.)           | Šumperk   | Židovský hřbitov | Kategorie „Jewish cemetery in Loštice“ na Wikimedia Commons               | Židovský hřbitov při ulici Vejmoly, asi 1 km jihovýchodně od náměstí Míru a asi 200 m jižně od ústí Palonínské ul. do ulice Olomoucké |
| Židovský hřbitov v Mohelnici                | ŽH Mohelnice         | Mohelnice (49°46′24″ s. š., 16°56′10″ v. d.)         | Šumperk   | Židovský hřbitov | Kategorie „Jewish cemetery in Mohelnice“ na Wikimedia Commons             | Židovský hřbitov je součástí městského hřbitova v Družstevní ulici, nachází se zde 16 židovských náhrobků z první poloviny 20. století. |
| Židovská modlitebna Olomouc                 | Ž Obec               | Olomouc (49°35′50″ s. š., 17°15′47″ v. d.)           | Olomouc   | Modlitebna       | Kategorie „Kehila Olomouc“ na Wikimedia Commons                           | Židovská modlitebna v Olomouci na Komenského ulici č. 7 obsahuje pamětní desky se jmény 1 520 židovských obětí 2. světové války z obř. síně hřbitova (zdroj) |
| Synagoga v Olomouci                         | Synagoga v Olomouci  | Olomouc (49°35′26″ s. š., 17°15′2″ v. d.)            | Olomouc   | Synagoga         | Kategorie „Synagogue in Olomouc“ na Wikimedia Commons                     | Synagoga stávala na Palachově náměstí (dříve Náměstí Marie Terezie) v letech 1897–1939 |
| Židovský hřbitov v Olomouci                 | ŽH Olomouc           | Olomouc (49°35′50″ s. š., 17°13′17″ v. d.)           | Olomouc   | Židovský hřbitov | Kategorie „Jewish cemetery in Olomouc“ na Wikimedia Commons               | Židovská sekce komunálního hřbitova v Olomouci-Neředíně na třídě Míru s památkově chráněnou obřadní síní a památníkem holocaustu |
| Nová synagoga v Prostějově                  | Synagoga Prostějov   | Prostějov (49°28′19″ s. š., 17°6′50″ v. d.)          | Prostějov | Synagoga         | 1F                                                                        | Bývalá Velká Nová synagoga v Prostějově v Demlově ulici č. 1 (nároží náměstí Sv. Čecha a Demlovy ulice), vchod je z náměstí, asi 400 m jihovýchodně od zámku. Přestavěna na Husův sbor; 1F malého rozlišení. |
| Modlitebna Bet ha-midraš v Prostějově       | Synagoga Prostějov   | Prostějov (49°28′19″ s. š., 17°6′49″ v. d.)          | Prostějov | Modlitebna       | 3F zvenku                                                                 | Synagoga Bet ha-midraš v Prostějově v Demlově ulici při náměstí Sv. Čecha, asi 400 m jihovýchodně od zámku (naproti Nové synagoze), 3F malého rozlišení |
| Židovský hřbitov v Prostějově               | ŽH Prostějov         | Prostějov (49°27′16″ s. š., 17°6′44″ v. d.)          | Prostějov | Židovský hřbitov | Kategorie „Jewish cemetery in Prostějov“ na Wikimedia Commons             | Židovský hřbitov v Brněnské ulici asi 2 km jižně od zámku. Sousedí s městským hřbitovem. |
| Synagoga v Přerově                          | Synagoga             | Přerov (49°27′16″ s. š., 17°27′2″ v. d.)             | Přerov    | Synagoga         |                                                                           | Synagoga ve Wilsonově ulici, asi 80 m od náměstí T. G. Masaryka. Slouží jako chrám sv. Cyrila a Metoděje pro účely pravoslavné církve. |
| Židovský hřbitov v Přerově                  | ŽH                   | Přerov (49°26′40″ s. š., 17°27′35″ v. d.)            | Přerov    | Židovský hřbitov | Kategorie „Jewish cemetery in Přerov“ na Wikimedia Commons                | Židovský hřbitov v ulici rod. Lančíkových, asi 1 km od zámku. Sousedí s městským hřbitovem. |
| Židovský hřbitov v Šumperku                 | ŽH Šumperk           | Šumperk (49°56′53″ s. š., 16°57′17″ v. d.)           | Šumperk   | Židovský hřbitov | Kategorie „Jewish cemetery in Šumperk“ na Wikimedia Commons               | Židovský hřbitov při Zábřežské ulici vedoucí do Bludova, asi 2 km jihozápadně od náměstí Míru a asi 250 m jihozápadně od městského hřbitova |
| Židovský hřbitov v Tovačově                 | ŽH                   | Tovačov (49°25′37″ s. š., 17°17′16″ v. d.)           | Přerov    | Židovský hřbitov | Kategorie „Jewish cemetery in Tovačov“ na Wikimedia Commons               | Židovský hřbitov při ulici v Podvalí, asi 300 m jihozápadně od náměstí |
| Synagoga v Úsově                            | Synagoga             | Úsov (49°48′4″ s. š., 17°0′38″ v. d.)                | Šumperk   | Synagoga         | 1F                                                                        | Synagoga v ulici U Synagogy nedaleko židovského hřbitova, tj. asi 150 m od náměstí Míru |
| Židovský hřbitov v Úsově                    | ŽH Úsov              | Úsov (49°48′4″ s. š., 17°0′34″ v. d.)                | Šumperk   | Židovský hřbitov | 3F                                                                        | Židovský hřbitov na ulici 5. května asi 200 m severozápadně od náměstí Míru |
| Židovský hřbitov ve Zlatých Horách          |                      | Zlaté Hory (50°15′53″ s. š., 17°24′ v. d.)           | Jeseník   | Židovský hřbitov |                                                                           | Dochován jeden náhrobek v židovské sekci hřbitova |

Vysvětlivky k tabulce
- Památky jsou řazeny podle abecedního pořadí Místa
- Název – název článku na Wikipedii, abecedně dle místa, poklikem na nadpis lze třídit
- Obrázek – existující obrázek nahraný na Commons
- Místo – nejbližší město, obec nebo vesnice, v závorce GPS – poloha památky dle Global Positioning System, lze třídit
- Okres – okres, ve kterém se místo nachází, lze třídit
- Druh – druh památky, např. židovský hřbitov nebo synagoga, lze třídit
- Galerie Commons – odkaz na Commons na existující kategorii s fotografiemi
- Popis památky a přístup – název s podrobnostmi polohy, přístupnost pro návštěvu nebo informace, kde je možné si vypůjčit klíč, je-li památka zamknutá